# Euphorbia plagiantha
Euphorbia plagiantha es una especie fanerógama perteneciente a la familia de las euforbiáceas. Es endémica de Madagascar en la Provincia de Toliara.

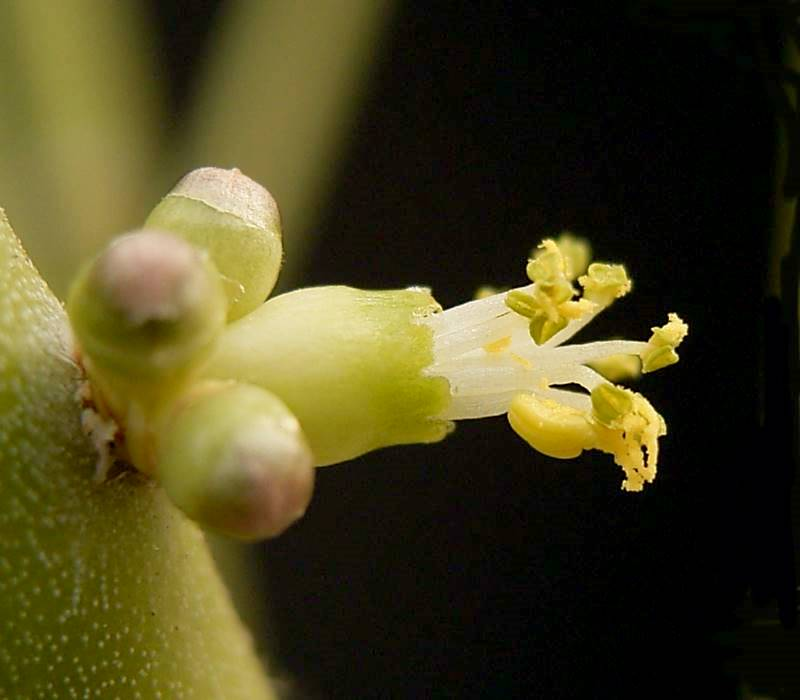
Detalle del ciato

## Hábitat
Su hábitat natural son las selvas secas tropicales o subtropicales. edsta amenazada por la pérdida de hábitat.

## Descripción
Es una planta suculenta ramificada con tallos cilíndricos y con inflorescencias en ciatios.

## Taxonomía
Euphorbia plagiantha fue descrita por Emmanuel Drake del Castillo y publicado en Bulletin du Muséum d'Histoire Naturelle 9: 44. 1903.
Etimología
Euphorbia: nombre genérico que deriva del médico griego del rey Juba II de Mauritania (52 a 50 a. C. - 23), Euphorbus, en su honor – o en alusión a su gran vientre –  ya que usaba médicamente Euphorbia resinifera. En 1753 Carlos Linneo asignó el nombre a todo el género.
plagiantha: epíteto latino 
Sinonimia
- Tirucalia plagiantha (Drake) P.V.Heath (1996).
- Euphorbia fiha Decary (1921).[5][6]